# Spaniotoma intermedia
Spaniotoma intermedia är en tvåvingeart som först beskrevs av Tokunaga 1939.  Spaniotoma intermedia ingår i släktet Spaniotoma och familjen fjädermyggor. Inga underarter finns listade i Catalogue of Life.